# Linea Xijiao
La linea Xijiao (in cinese 北京地铁西郊线S, Běijīng dìtiě xījiāo xiànP) è una linea di metrotranvia a servizio della città di Pechino, afferente al sistema della metropolitana di Pechino.
Inaugurata il 30 dicembre 2017, e gestita dalla Beijing Public Transit Tramway, la linea è composta da 6 stazioni, tutte collocate nel distretto di Haidian, e si snoda lungo un percorso da ovest a nord di circa 9 km, dalla stazione di Bagou fino alla stazione di Fragrant Hills. Per effettuare l'intera tratta sono necessari circa 30 minuti, ad una velocità media di 20 km/h. La linea è rappresentata dal colore rosso persiano.

## Storia
Il 24 novembre 2018 sono state pubblicate le offerte per la realizzazione della linea Xijiao, con un valore stimato di circa 1 miliardo di renminbi (circa €129 milioni). Le opere di costruzioni sarebbero dovute cominciare il 1º aprile 2009 con il programma di completarli entro il 1º novembre 2010. Due settimane più tardi, l'11 dicembre 2018, durante la 15ª Conferenza sulla Pianificazione e urbana e sulla progettazione edilizia della Capitale, il Comitato per la pianificazione urbana di Pechino ha rivelato un programma che prevedeva la realizzazione delle linee Fangshan, Changping, Xijiao e Shunyi della metropolitana, ammettendo di voler massimizzare gli sforzi per realizzarne almeno 2 su 4 entro la fine del 2010. Il 6 gennaio 2009 il Governo di Haidian ha confermato il 2009 come anno di inizio dei lavori della linea Xijiao, dichiarando tuttavia che i dettagli relativi al percorso, alla tipologia e al numero delle stazioni e delle fermate erano ancora in fase di definizione. Il 15 gennaio 2009 il Comitato per la pianificazione di Pechino ha rivelato le prime 5 stazioni che avrebbero composto la linea Xijiao. Durante l'estate dello stesso anno, il 10 agosto, il Comitato ha annunciato un cambio nei piani della realizzazione della linea Xijiao, confermando che al posto di una linea di metropolitana si sarebbe realizzato un tram turistico con una velocità operativa di 20 km/h.
I lavori di realizzazione della linea Xijiao vennero posticipati al 2010 e iniziarono il 7 gennaio. I lavori si conclusero solamente nel terzo trimestre del 2017 e la fase di pre-esercizio si avviò nell'ottobre dello stesso anno, aprendo al pubblico solamente due mesi dopo.
| Segmento               | Inaugurazione    | Lunghezza | Stazione/i | Nome          |
| ---------------------- | ---------------- | --------- | ---------- | ------------- |
| Bagou — Fragrant Hills | 30 dicembre 2017 | 8,8 km    | 6          | Fase iniziale |

## Servizio e tariffazione
Dalla stazione di Bagou il primo treno in direzione Fragrant Hills parte alle ore 5:30 e conclude il servizio giornaliero con l'ultima corsa alle 22:30. In direzione opposta, da Fragrant Hills a Bagou, la prima corsa è garantita alle 6:00, mentre l'ultima alle 23:00.
A differenza delle altre linee di tram cinesi, la linea Xijiao adotta le tariffe della metropolitana di Pechino. Il prezzo di un biglietto per una singola corsa parte da ¥3 (circa €0,40), per un massimo di ¥4 (circa €0,50) per l'intera tratta. I passeggeri possono acquistare i biglietti dai distributori automatici nelle varie stazioni della linea oppure possono utilizzare la carta dei trasporti Yikatong o l'applicazione Yitongxing dalla quale scansionare il QR code.
Alla stazione di Bagou i passeggeri possono usufruire dell'interscambio con la linea 10 della metropolitana ma dovranno necessariamente pagare un biglietto separato per utilizzare il servizio.

## Percorso e stazioni

### Percorso
| Urban head station |

| Urban station on track |

| Unknown route-map component "utSTRa" |

| Unknown route-map component "utSKRZ-G4h" |

| Unknown route-map component "utSTRe" |

| Urban station on track |

| Transverse water | Unknown route-map component "uTUNNEL1W" | Transverse water |

| Urban station on track |

| Unknown route-map component "utSTRa" |

| Unknown route-map component "utSKRZ-G2" |

| Unknown route-map component "utSTRe" |

| Urban station on track |

| Transverse water | Unknown route-map component "uhKRZWae" | Transverse water |

| Transverse water | Unknown route-map component "uhKRZWae" | Transverse water |

| Transverse water | Unknown route-map component "uTUNNEL1W" | Transverse water |

| Unknown route-map component "utCONTgq" | Unknown route-map component "utSTR+r" | Urban straight track |  |  |

| Urban tunnel station on track + Unknown route-map component "HUBaq" | Urban station on track + Unknown route-map component "HUBeq" |  |

| Urban tunnel straight track | Urban non-passenger end station |  |

| Unknown route-map component "utCONTf" |

### Stazioni
|                   | Nome stazione               | Nome in cinese, pinyin | Percorrenza (ore) | Distanza (km) | Interscambi |
| ----------------- | --------------------------- | ---------------------- | ----------------- | ------------- | ----------- |
| Bagou             | 巴沟 Bāgōu                  | 0:00                   | 0,0               |               |             |
| Yiheyuan Ximen    | 颐和园西门 Yíhéyuán xīmén   | 0:11                   | 2,92              |               |             |
| Chapeng           | 茶棚 Chápéng                | 0:17                   | 4,42              |               |             |
| Wan'an            | 万安 Wàn'ān                 | 0:23                   | 5,97              |               |             |
| Giardino Botanico | 国家植物园 Guójiā zhíwùyuán | 0:30                   | 7,7               |               |             |
| Fragrant Hills    | 香山 Xiāngshān              | 0:34                   | 8,68              |               |             |

## Materiale rotabile
I treni della linea Xijiao sono prodotti dalla ditta CRRC Dalian Locomotive and Rolling Stock e sono basati sul modello Sirio dell'azienda italiana Hitachi Rail. In totale sono utilizzati 31 treni (XJ001 — XJ031), formati da 5 vagoni, ognuno con una capacità di 300 persone e con 58 posti a sedere. La frequenza treni della linea Xijiao si attesta intorno ai 5-6 minuti a corsa, valore diminuito a 3 minuti di attesa durante le festività, con una capacità di 10 000 passeggeri trasportabili ogni ora.
| Modello | Imagine | Produttore                               | Anno costruzione | Quantità in servizio | Numeri flotta | Deposito |
| ------- | ------- | ---------------------------------------- | ---------------- | -------------------- | ------------- | -------- |
| Sirio   |         | CRRC Dalian Locomotive and Rolling Stock | 2017             | 31                   | XJ001 — XJ031 | Bagou    |

## Incidenti
Il 1º gennaio 2018, il giorno dopo l'inaugurazione della linea, il treno XJ003 fece ritornò al deposito a causa di un deragliamento avvenuto alla stazione di Fragrant Hills per un malfunzionamento al treno. Nessun passeggero era a bordo e non vi fu alcun ferito. Per questa ragione il servizio alla stazione di Fragrant Hills fu sospeso per due mesi fino al 1º marzo.

## Galleria d'immagini

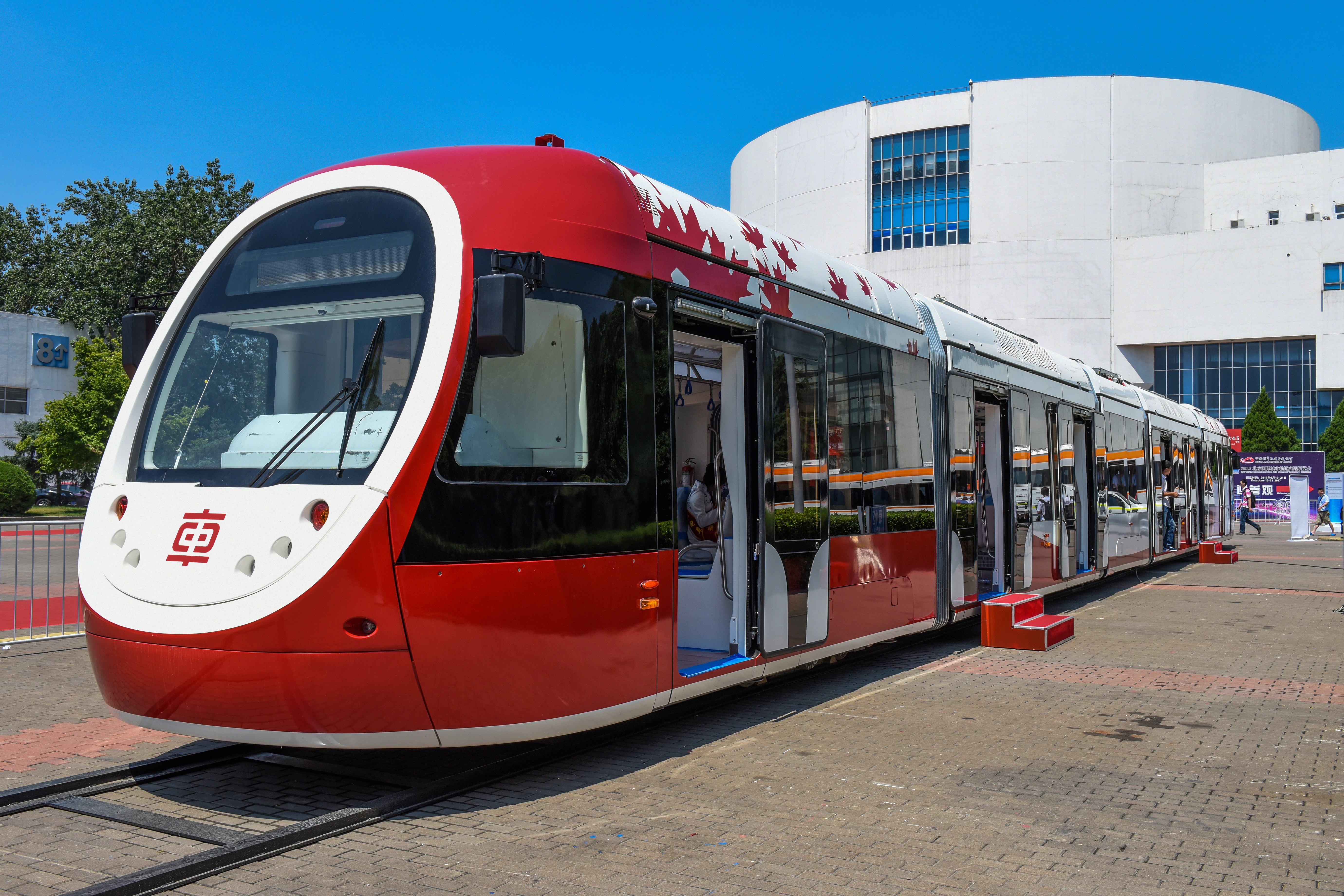
Treni decorati con lo stile "Foglie rosse di Fragrant Hills" esposti al China International Exhibition Center
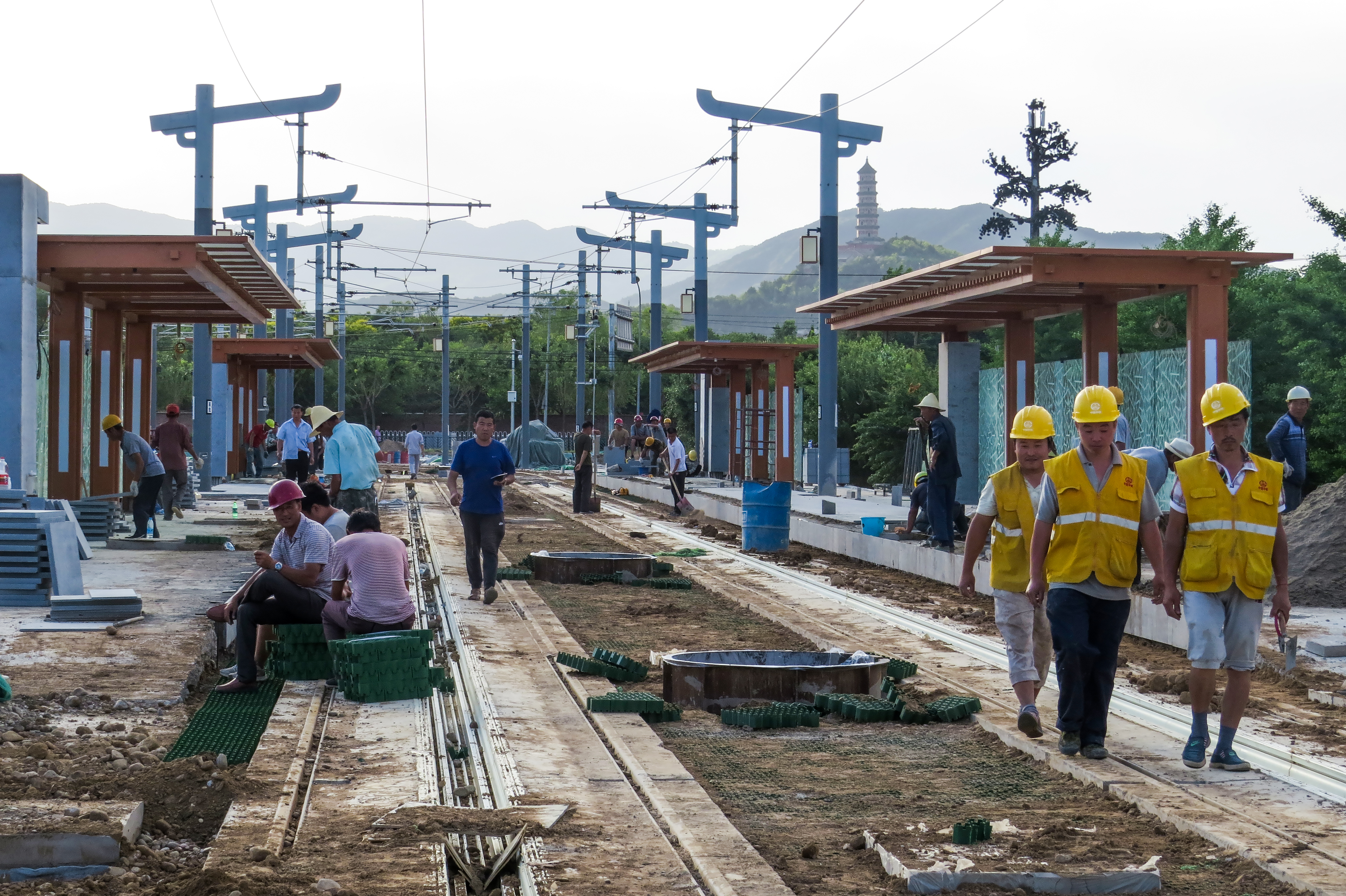
Lavori di costruzione della stazione di Yiheyuan Ingresso Ovest
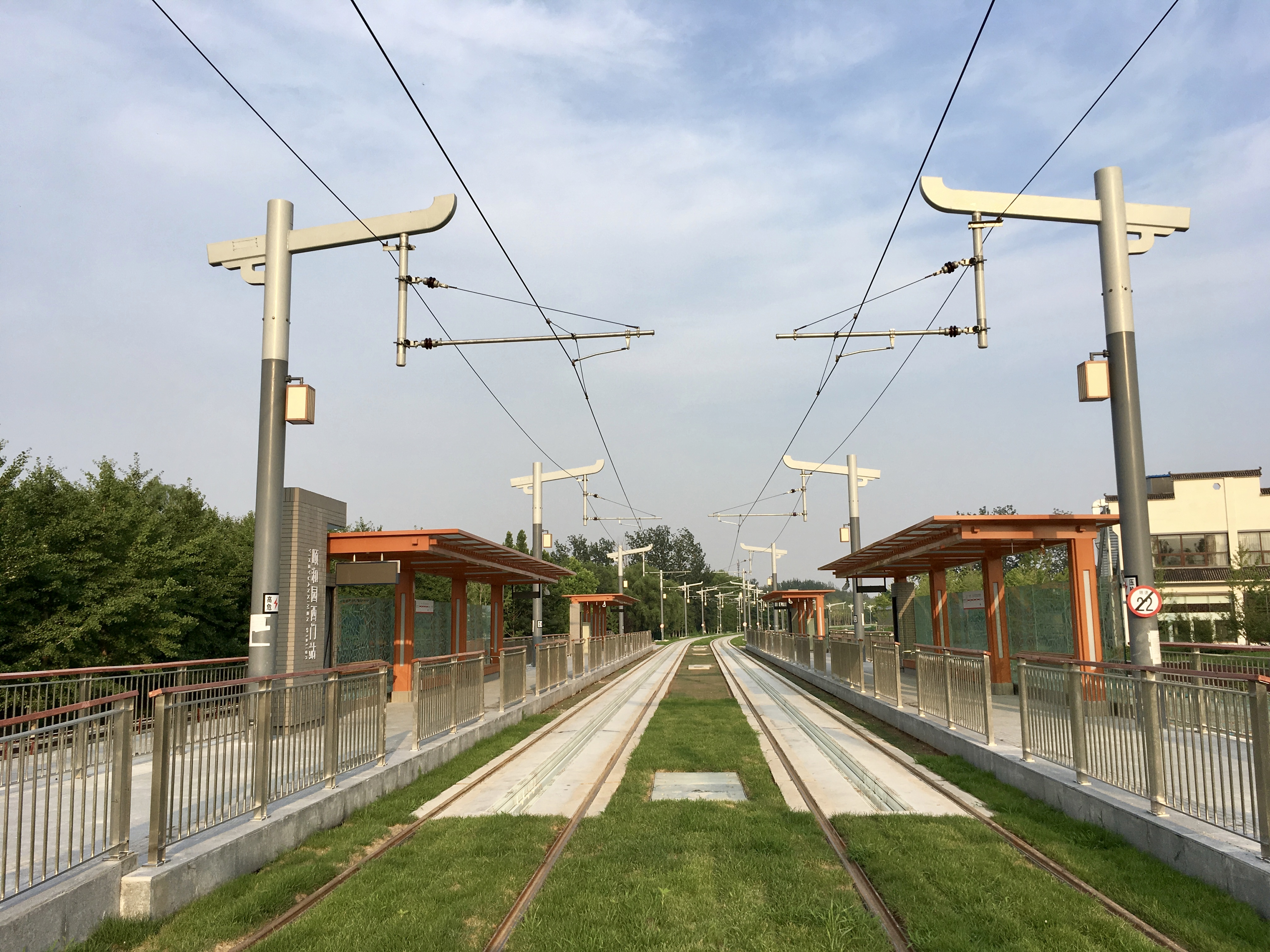
Binari nei pressi della stazione Yiheyuan Ingresso Ovest
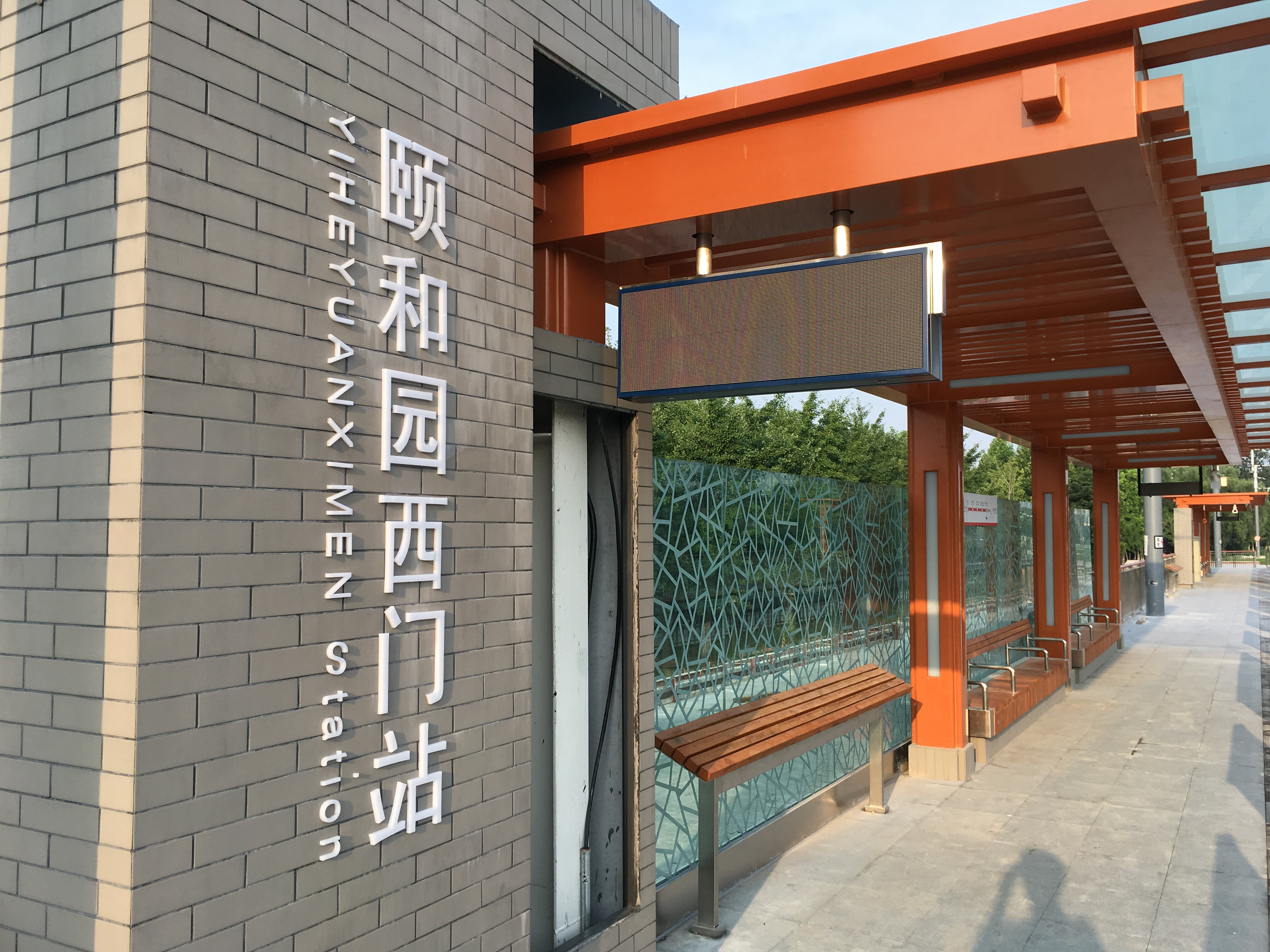
Stazione di Yiheyuan Ingresso Ovest
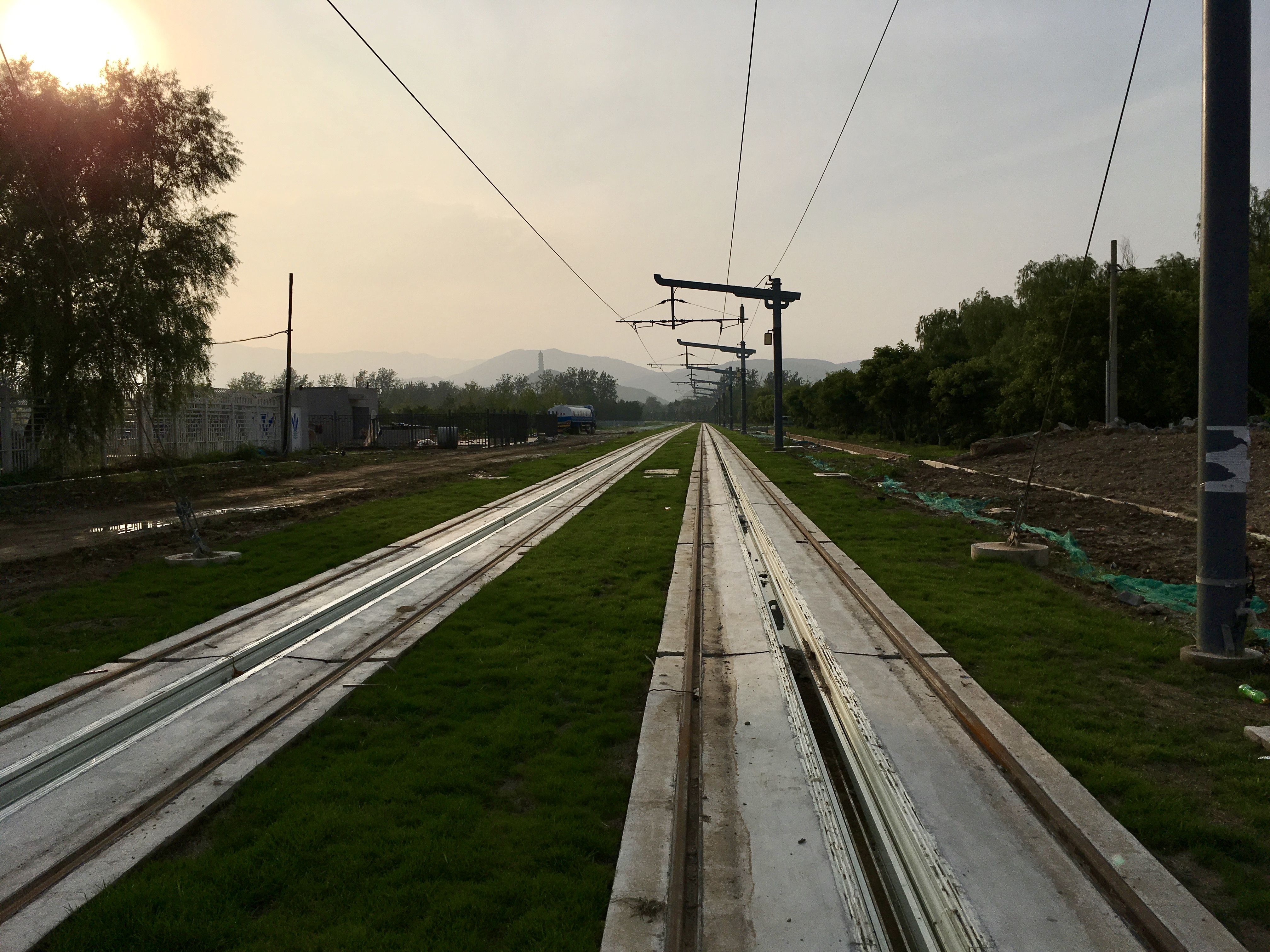
Binario tra la stazione di Bagou e quella di Yiheyuan Ingresso Ovest
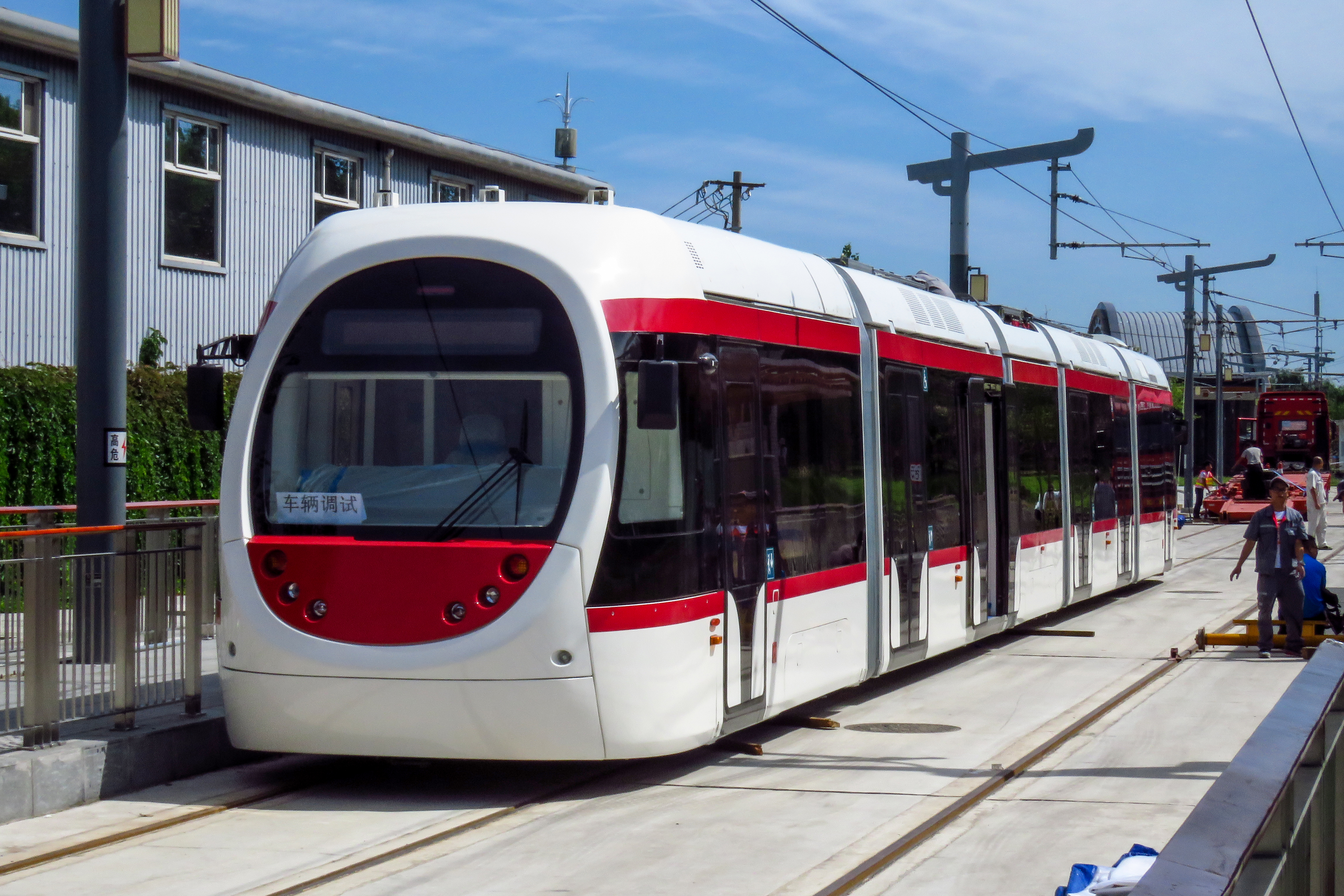
Treno in fase di test alla stazione di Chapeng